# Idiotie (récit)
Pour les articles homonymes, voir Idiotie.
Idiotie est un récit autobiographique de Pierre Guyotat publié le 29 août 2018 aux éditions Grasset et ayant reçu le prix Médicis le 6 novembre de la même année,. De plus et en relation avec ce livre, son auteur est également récompensé par un prix « spécial » Femina pour l'ensemble de son œuvre.

## Réception critique
La critique est très positive,,,,,,.

## Éditions
- Coll. « Figures », éditions Grasset, 2018  (ISBN 978-2246862871)[11].